# Myrmeleon (Myrmeleon) ursinus
Myrmeleon (Myrmeleon) ursinus is een insect uit de familie van de mierenleeuwen (Myrmeleontidae), die tot de orde netvleugeligen (Neuroptera) behoort. 
Myrmeleon (Myrmeleon) ursinus is voor het eerst wetenschappelijk beschreven door Fabricius in 1798.